# Nová liberální strana (Izrael)
Nová liberální strana (hebrejsky: מפלגה ליברלית חדשה‎, Miflaga Libralit Chadaša) byla izraelská parlamentní politická strana z počátku 90. let 20. století.

## Historie
Strana byla založena 15. března 1990 během funkčního období dvanáctého Knesetu pěti poslanci Likudu, kteří tuto stranu opustili. Všech pět poslanců pocházelo z někdejší Liberální strany, která se s Likudem roku 1988 sloučila a její původní název byl Strana za pokrok sionistické myšlenky.
Navzdory tomu, že strana byla založena poslanci, kteří opustili Likud, se stala součástí vládní koalice vedené premiérem Jicchakem Šamirem z Likudu. V rámci koaliční dohody se stal Jicchak Moda'i ministrem financí. Dne 18. června 1990 nově vzniklou stranu opustil Avraham Šarir a 4. prosince téhož roku Josef Goldberg a oba se vrátili do Likudu.
V březnu 1992 se strana krátce před parlamentními volbami přejmenovala na Novou liberální stranu. Ve volbách však získala pouze 0,6 % hlasů, a nedokázala tak překročit volební práh.

## Členové Knesetu
| Kneset (počet poslanců) | Členové Knesetu |
| ----------------------- | --- |
| 12. (1990–1992) (5)     | Pinchas Goldstein, Pesach Gruper, Jicchak Moda'i, Josef Goldberg (vrátil se do Likudu), Avraham Šarir (vrátil se do Likudu) |